# Chenab (schip, 1911)
SS Chenab was een stoomschip met een gewicht van 3.930 BRT dat in 1911 werd gebouwd voor de Nourse Line door Cammell Laird uit Birkenhead in Engeland.
Het had een stoommachine met drievoudige expansie van 425 pk die een enkele schroef aandreef.

## Migranten
Net als andere Nourse Line-schepen werd het voornamelijk gebruikt voor het vervoer van Indiase contractarbeiders naar de koloniën. Details van enkele van deze reizen zijn als volgt:
| Bestemming   | Datum van aankomst | Aantal passagiers | Sterfgevallen tijdens reis |
| ------------ | ------------------ | ----------------- | -------------------------- |
| Trinidad     | 7 november 1911    | 451               | 3                          |
| Trinidad     | 7 maart 1912       | 350               | 5                          |
| Suriname     | 8 juli 1912        | n.b.              | n.b.                       |
| Brits Guyana | 1912               | n.b.              | n.b.                       |
| Trinidad     | 8 november 1912    | 410               | 5                          |
| Trinidad     | 13 maart 1913      | 96                | 0                          |
| Suriname     | 7 juli 1913        | n.b.              | n.b.                       |
| Fiji         | 24 maart 1914      | 855               | n.b.                       |
| Trinidad     | 12 september 1914  | 179               | 0                          |
| Fiji         | 16 juni 1914       | 717               | n.b.                       |
| Fiji         | 1 september 1916   | 717               | n.b.                       |
| Trinidad     | 10 december 1916   | 627               | 2                          |

## Andere eigenaren
Chenab werd in 1930 verkocht aan de Khedivial Mail Line uit Alexandrië en in 1931 doorverkocht aan de Cie de Navigation Libano-Syrienne uit Beiroet en omgedoopt tot Ville de Beyrouth. In 1936 was het eigendom van de Societe Orientale de Navigation uit Beiroet en in 1939 werd het omgedoopt tot Al Rawdah.
In 1940 werd het schip opgeëist door het Britse Ministerie van Oorlogstransport en diende het als Al Rawdah onder leiding van de British India Steam Navigation Company. Al Rawdah lag in 1940 afgemeerd in Strangford Lough bij Killyleagh en werd gebruikt als gevangenisschip voor Ierse republikeinse geïnterneerden. Begin 1945 lag Al Rawdah in Holy Loch en werd het gebruikt als accommodatieschip dat aan de 3rd Submarine Flotilla was toegewezen. Het werd in 1946 teruggebracht naar de Khedivial Mail Line en werd uiteindelijk in 1953 bij Rosyth gesloopt.